# Alberto Cadioli
Alberto Cadioli (* 1952 in Mailand) ist ein italienischer Philologe.
Er war von 1976 bis 1986 Herausgeber und Verleger im Mailänder Verlag Editori Riuniti, dann stellvertretender Herausgeber.
Von 1986 bis 1998 war er Assistenzprofessor für italienische Literatur an der Libera Università di Lingue e Comunicazione IULM (Freie Universität Sprachen und Kommunikation in Mailand). An der Universität von Parma war er von 1998 bis 2002 Professor für moderne und zeitgenössische italienischen Literatur. Seit 2002 ist er Professor für zeitgenössische italienische Literatur an der Universität Mailand, wo er Letteratura e sistema editoriale nell'Italia moderna e contemporanea und Filologia dei testi a stampa unterrichtet.

## Veröffentlichungen
- L’industria del romanzo, Editori Riuniti, Roma 1981
- Introduzione a Berchet, Laterza, Roma, 1991
- Romanticismo italiano, Editrice Bibliografica, Milano, 1995
- Dall’editoria moderna all’editoria multimediale. Il testo, l’edizione, la lettura dal Settecento a oggi, Milano, Unicopli, 1999
- La storia finta, Il saggiatore, Milano, 2001